# Teofil z Aleksandrii
Teofil z Aleksandrii (stgr. Θεόφιλος Ἀλεξανδρείας), także Teofil Aleksandryjski (zm. 15 października 412 w Aleksandrii) – biskup Aleksandrii w latach 385–412; święty Kościoła koptyjskiego.

## Życiorys
Był gorliwym kaznodzieją. Zabiegał o prestiż i niezależność Aleksandrii od Patriarchatu w Konstantynopolu. W 391 roku polecił spalić Serapejon i świątynię Serapisa, gdzie spłonęły resztki zbiorów Biblioteki Aleksandryjskiej. W 399 zwołał sobór w Aleksandrii, na którym potępiono orygenizm.